# Tapčan
Tapčan (anglicky tapchan, v rusky mluvících zemích také топчан) je jeden z nejrozšířenějších druhů nábytku v oblasti Centrální Asie. Obdoby tapčanu lze nalézt například ve východoasijské kultuře (čínsky v českém přepisu luo-chan čchuang, znaky 罗汉床), v jihovýchodní Asii (malajsky bale-bale) či na Kavkazu (tachta).

## Popis
Jedná se o cca 30 až 40 cm nad zem vyvýšený, nejčastěji dřevěný (lze nalézt i kovový) rám či postel různých rozměrů, který je obklopen zábradlím a je do něj umožněn vstup obvykle jen z jedné strany. Tradiční tapčany mají čtvercový či obdélníkový půdorys, ale lze se setkat i s tapčany jiných tvarů, jako je šesti- či osmiúhelník. Tradičně jsou pokryty koberci, dekami či futonovými rohožemi z bavlněných vláken (kurpacha) a kolem dokola dekorovány polštářky s tradičními motivy. Uprostřed tapčanu se může nacházet volné místo nebo odnímatelný malý nízký stolek (dastarhkhan), který se používá k servírování jídla či nápojů. Na tapčanech u mešit není neobvyklé namísto jídelního stolku nalézt stojan na knihy nebo rehal (rozložitelný držák na korán). Na tapčan obvyklých rozměrů se vejde 4–8 sedících osob.

## Historie tapčanu a jeho aktuální využití
Obydlí v Centrální Asii byla postavena především z nepálených cihel, a vzhledem k tomu, že podlaha v místnostech byla studená, lidé vytvářeli vyvýšeniny, na kterých se dalo spát a jíst zároveň. Tato místa musela být kompaktní a především multifunkční, aby nezabírala moc místa. Původně byli předchůdci tapčanů umisťováni dovnitř do obydlí, kde sloužili nejen jako postele, ale i jako místo k dennímu odpočinku a stravování.
Dnes však při návštěvě středoasijských států lze nalézt nepřeberné množství tapčanů (rozdílné tvarově, velikostně, provedením i dekorací), které jsou rozmístěny převážně venku na ulicích, na verandách (ívánech) domů, restaurací, kaváren, čajoven (chaikhana) či mešit, kolem vodních nádrží, pod stromy nebo na vnitřních dvorech domů či karavanserájů. Dnes se tapčany využívají ke spánku, odpočinku, jídlu, pití čaje a kávy či k hraní deskových her, jako je např. backgammon. Ívány kolem mešit poskytují poskytují stín a příjemné prostředí, kde lidé na tapčanech relaxují, popř. se zabývají četbou a studiem koránu. Tapčany se také nacházejí na různých veřejných prostranstvích a v parcích, kde slouží jako místo setkávání vesnické komunity, či na okraji polí, kde slouží k polednímu odpočinku tamním dělníkům. Na tapčan se vstupuje vždy bez bot.

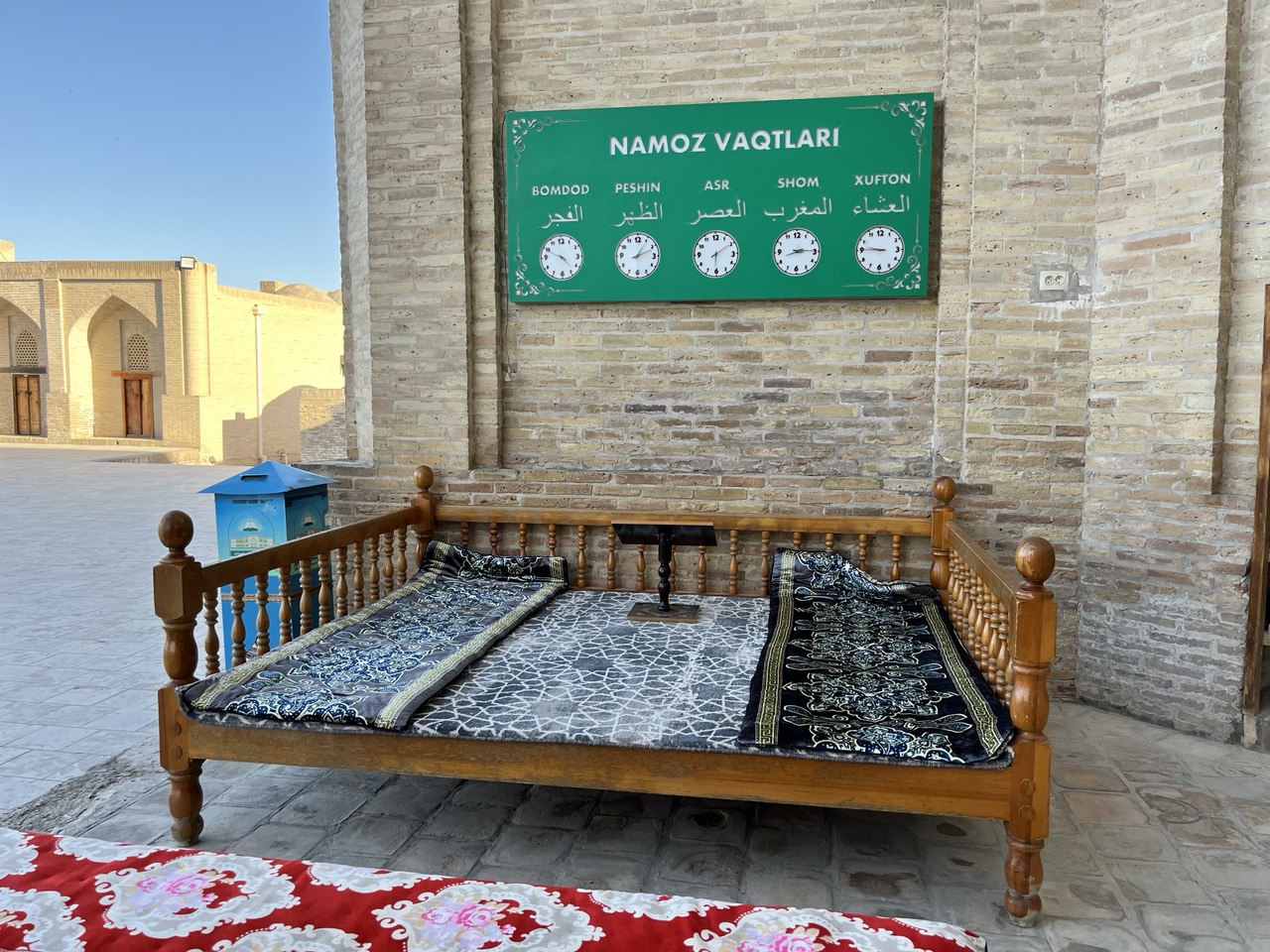
Tapčan před vstupem do mešity Chor-Bakr, Buchara, Uzbekistán

## Zmínky ve středoevropské literatuře
Pražská rodačka, pacifistka, publicistka, spisovatelka a první držitelka Nobelovy ceny za mír, Bertha von Suttner, rozená hraběnka Kinská z Vchynic a Tetova, ve svých pamětech z cest publikovaných v roce 1909 popisuje tapčan/kavkazskou tachtu jako divan (druh pohovky) pokrytý kobercovým materiálem.
Německý kupec Martin Gruneweg podnikl na konci 16. století několik cest východní Evropou a podrobně popsal funkci i rozšíření orientálního tapčanu. Gruneweg popsal tapčan následovně: „Lavička, jejíž nohy sahají na zem, takže si na ni můžete sednout, je však i široká, takže pokud chcete, můžete se na ní natáhnout. Valaši ještě používají lavice a dlouhé stoly, ale Turci nemají žádný jiný stůl k jídlu, jen tapčan, kde sedí s nohama pod sebou, jedí, počítají nebo konverzují.“

## Galerie

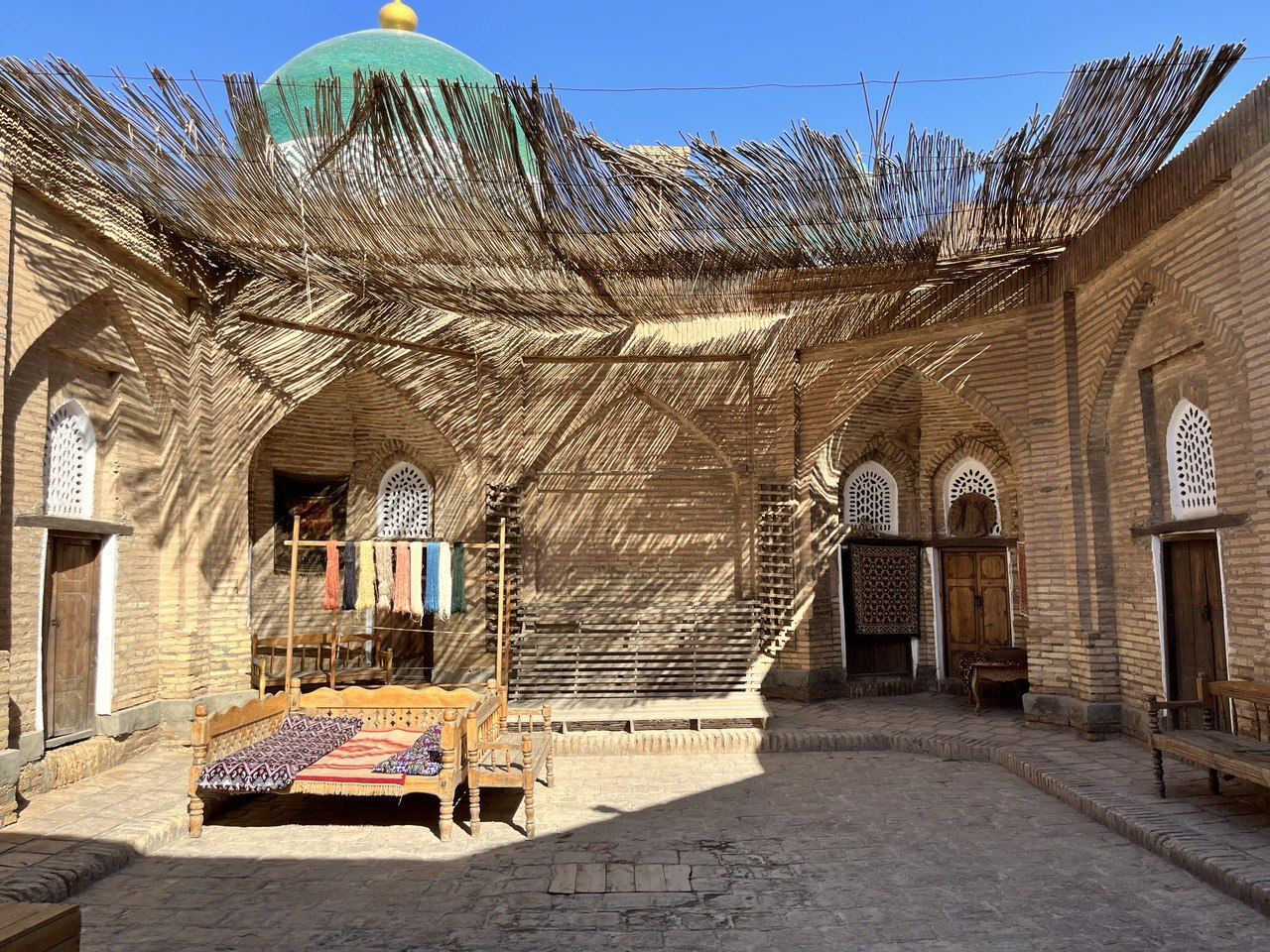
Tapčan na vnitřním dvoře, Khiva, Uzbekistán
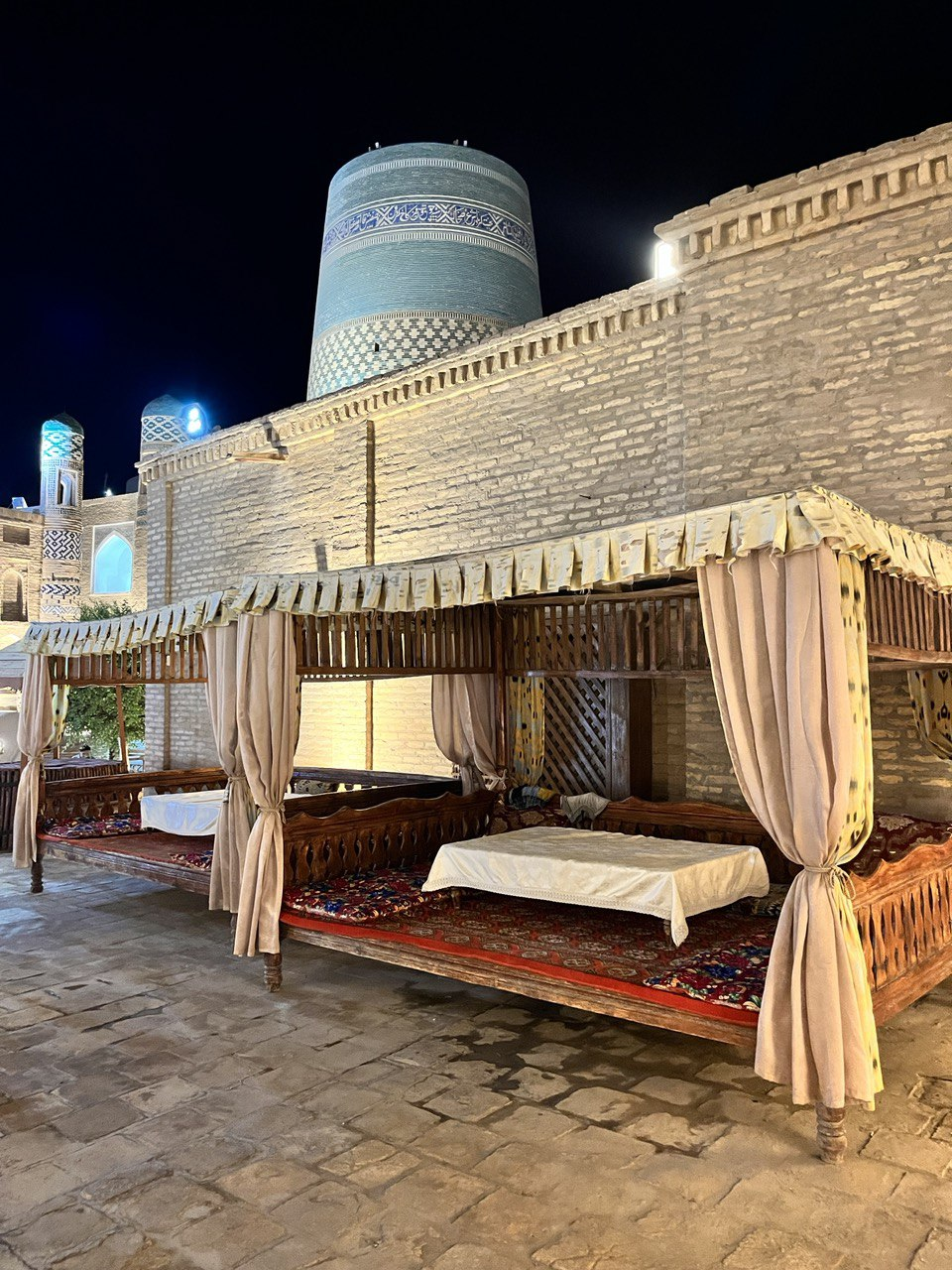
Zdobené tapčany v restauraci v Chivě, Uzbekistán
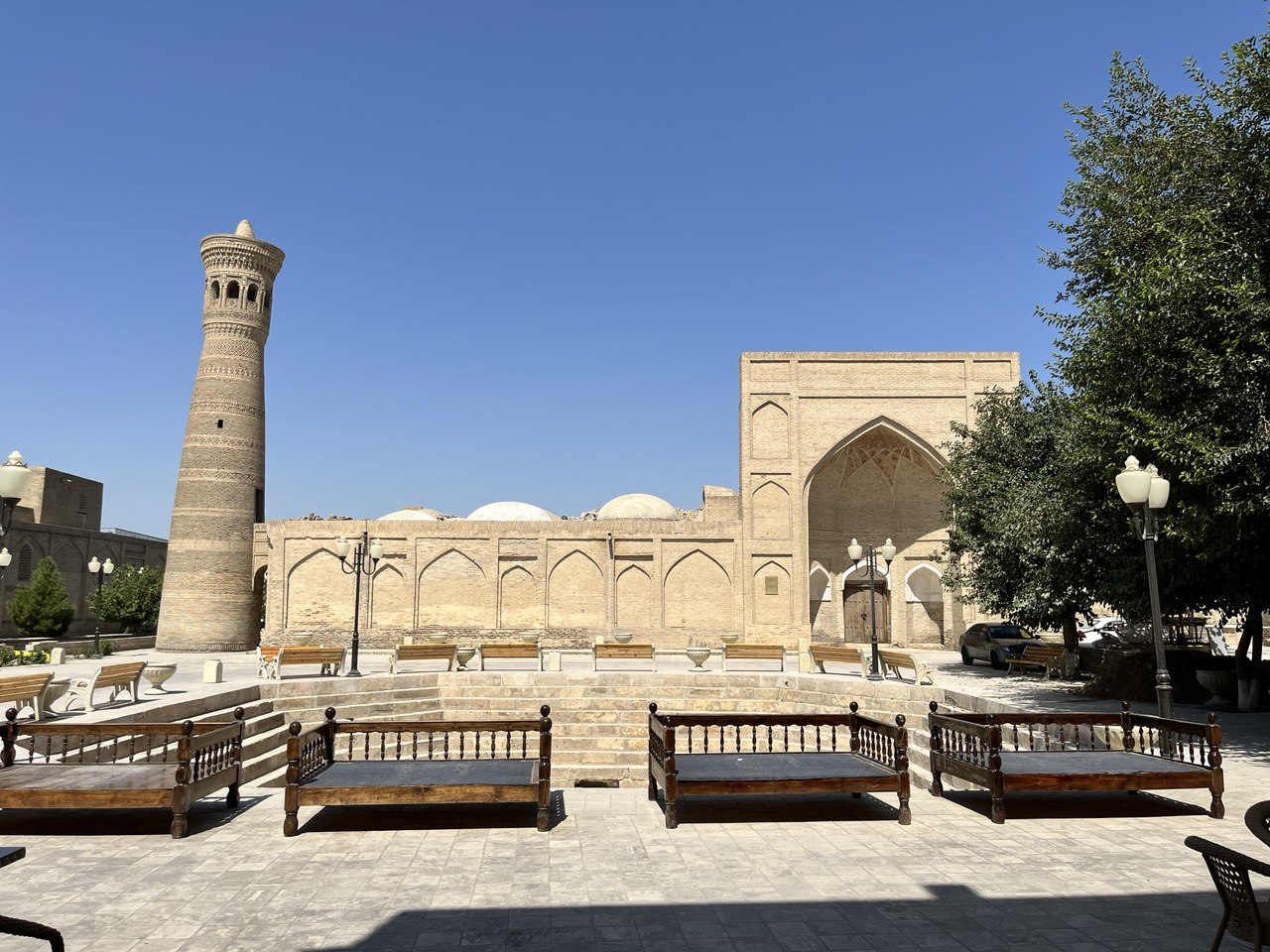
4 tapčany u nádrže v Buchaře, Uzbekistán
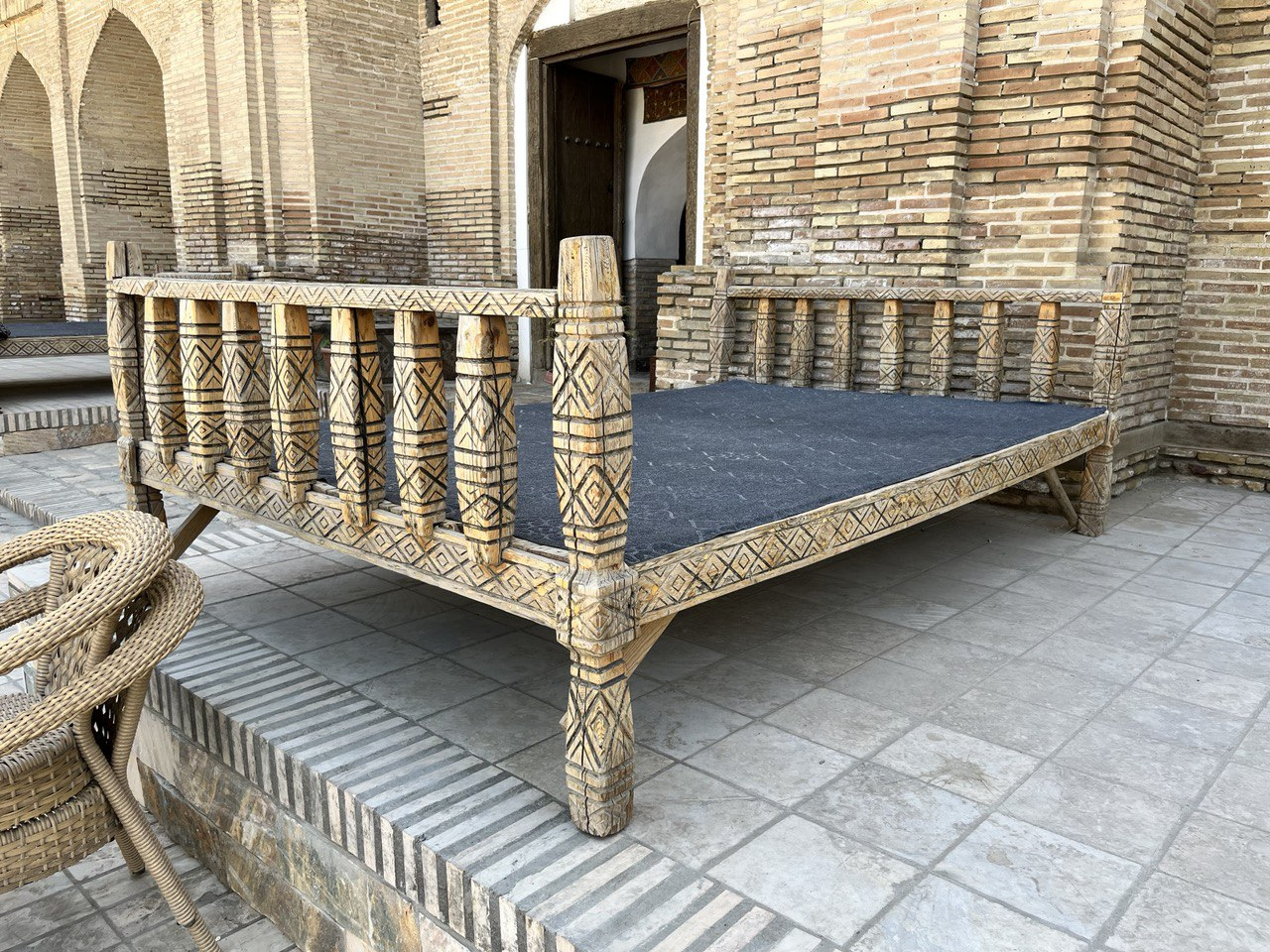
Detail tapčanu
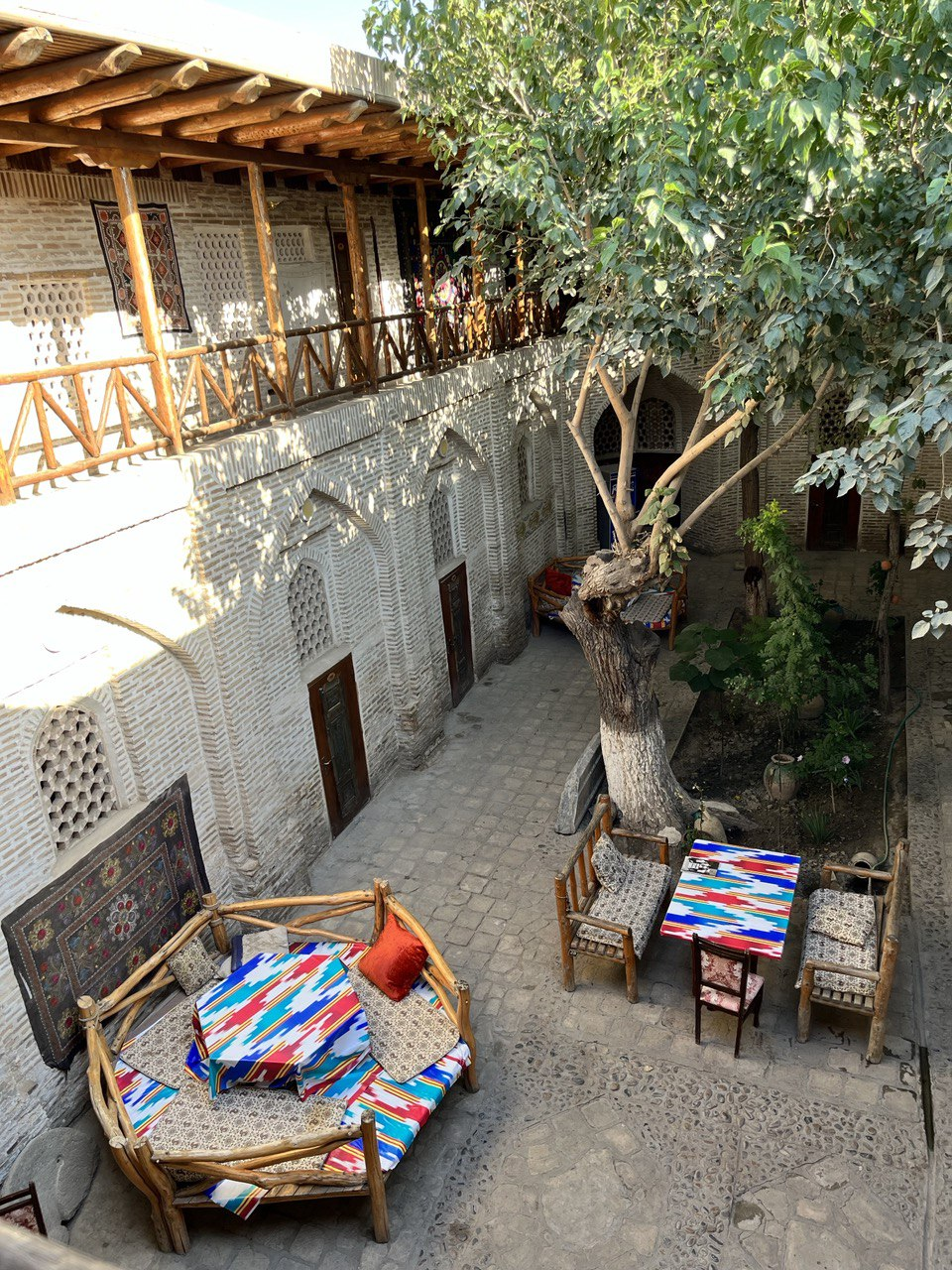
Tapčan hexagonálního tvaru v bývalém karavanseráji, Buchara, Uzbekistán